# Schön ist die Welt
Schön ist die Welt es una opereta en tres actos con música del compositor austro-húngaro Franz Lehár y libreto en alemán de Ludwig Herzer y Fritz Löhner-Beda. Se estrenó en el Metropol Theater de Berlín el 3 de diciembre de 1930. Se trata de una revisión de la opereta Endlich allein (¡Al fin, solos!), original de Alfred Maria Willner y Robert Bodanzky con música del propio Lehár, que había sido estrenada en el Theater an der Wien de Viena el 10 de febrero de 1914.

## Reparto del estreno
| Papel                                           | Tipología vocal | Reparto del estreno absoluto, Berlín, 10 de febrero de 1930 |
| ----------------------------------------------- | --------------- | ----------------------------------------------------------- |
| El príncipe heredero Georg                      | tenor           | Richard Tauber                                              |
| El rey, su padre                                | barítono        | Leo Schützendorf                                            |
| Elisabeth, princesa de Lichtenberg              | soprano         | Gitta Alpár                                                 |
| Duquesa Maria Brankenhorst, su tía              | mezzosoprano    | Hansi Arnstäd                                               |
| Mercedes del Rossa, primaballerina              | soprano         | Lizzy Waldmüller                                            |
| Conde Sascha Karlowitz, ayuda de cámara del rey | tenor buffo     | Kurt Wespermann                                             |

## Argumento
Acto I (Hall del Hotel des Alpes, Tirol)
El príncipe heredero Georg, según la voluntad de su padre el rey, debería casarse con la princesa Elisabeth de Lichtenberg (sobrina de la duquesa Brankenhorst). A ambos jóvenes no les entusiasma la idea de que les digan con quién deben casarse. Se planea que tengan su primer encuentro en el Hotel des Alpes en el Tirol, para así iniciar un romance. Pero aunque se produce el encuentro cada uno desconoce la identidad del otro. Ambos comparten, eso sí, su amor por la montaña.
Acto II (Pico de los Alpes - Pradera alpina - Refugio de montaña)
Elisabeth y Georg hacen un excusión por los Alpes disfrutando de la naturaleza. ¡El mundo es hermoso en lo alto de los valles! Mientras los excursionistas descansan ante una cabaña, escuchan un comunicado de la radio solicitando la colaboración ciudadana para localizar a la princesa, que se encuentra desaparecida. La última vez que fue vista por un lugareño iba en compañía de un joven desconocido. Elisabeth quiere regresar al valle inmediatamente pero se produce un cambio imprevisto en el clima que le impide hacerlo. Por suerte o por desgracia la pareja tiene que pasar la noche en un refugio de montaña, lo que propicia su acercamiento y permite que se confiesen su amor.
Acto III (Hall del Hotel des Alpes)
Elisabeth y Georg se escabullen discretamente al regresar al hotel. La princesa se sincera inmediatamente con su tía y le cuenta que ha encontrado al amor de su vida en su compañero de montaña. Tanto el rey como la duquesa se disgustan al comprobar que no pueden imponer su voluntad a los jóvenes. Pero justo entonces aparece Georg y le revela a Elisabeth su identidad. Cuando los amantes se abrazan, la duquesa y el rey sonríen satisfechos porque su plan finalmente ha surtido efecto.

## Música
Franz Lehár compuso para Schön ist die Welt una de sus partituras con mayores exigencias vocales. La crítica especializada elogió la obra aunque el público no dio su esperada aprobación. El mayor éxito del compositor fue la música para el segundo acto, en el que solo aparecen en escena los dos protagonistas -caso único en la historia de la opereta-. De los números musicales individuales destacan la romanza de Georg "Liebste, glaub an mich", la melodía que da título a la obra "Schön ist die Welt, wenn das Glück dir ein Märchen erzählt" que sirve como leitmotiv, el dúo "Frei und jung dabei", la romanza a tiempo de vals "Sag, armes Herzchen, sag" y el tango "Rio de Janeiro" para el personaje de Mercedes del Rossa. El segundo acto es casi idéntico al correspondiente acto de la opereta Endlich allein de la que deriva; tan solo incluye como contenido adicional la aludida romanza "Liebste, glaub an mich". La melodía de este número proviene de la versión original de la opereta Der Sterngucker, un título de Lehár de 1916 que no gozó de éxito. En la obra de origen la pieza continuaba con el cantable "Und der Herrgott lacht, weils ihm Freude macht". Los actos primero y tercero de Endlich allein sí que fueron reformados casi al completo para Schön is die Welt. Se introdujeron en ellos números musicales con estilos que el compositor aún no había utilizado en 1914 o que aún no eran relevantes en esa época, como los ritmos de tango y slow fox.

## Grabaciones íntegras
| Año de grabación | Reparto (Georg, El rey, Elisabeth, Maria)                    | Director, Coro, Orquesta                                                                    | Sello discográfico |
| ---------------- | ------------------------------------------------------------ | ------------------------------------------------------------------------------------------- | ------------------ |
| 1942             | Anton Dermota, Egon Jordan, Adele Kern, Maria Waldner        | Franz Lehár, Reichssender Wien, Großes Wiener Rundfunkorchester                             | ORF                |
| 1956             | Rudolf Schock, n.i. , Anny Schlemm, n.i.                     | Werner Schmidt-Boelcke, Chor des Bayerischen Rundfunks, Orchester des Bayerischen Rundfunks | Walhall            |
| 2004             | Zoran Todorovich, Zoran Todorovich, Elena Mosuc, Elena Mosuc | Ulf Schirmer, Chor des Bayerischen Rudfunks, Münchner Rundfunkorchester                     | CPO                |

## Adaptación cinematográfica
El año 1957 se realizó el largometraje Schön ist die Welt con música de Franz Lehár y argumento basado parcialmente en el libreto de la opereta homónima. La película fue protagonizada por el tenor Rudolf Schock y dirigida por Géza von Bolváry. Otros miembros del reparto fueron Renate Holm, Mady Rahl y Willy Millowitsch.